# Râul Marna
Marna (în franceză Marne) este un râu în Franța, un afluent al Senei aflat în zona din est și sud-est  a Paris-ului. Are o lungime totală de 525 km și patru departamente franceze au fost numite după el: Haute-Marne, Marne, Seine-et-Marne și Val-de-Marne.
Râul izvorăște din platoul Langres, curge spre nord, apoi face o curbă spre vest între Saint-Dizier și Châlons-en-Champagne, curgând în Sena la Charenton în amonte de Paris.
De-a lungul râului au avut loc două bătălii în timpul Primului război mondial. Prima bătălie a însemnat punctul de cotitură a războiului. și a fost disputată în anul 1914. Cea de a doua bătălie  a fost dusă patru ani mai târziu în 1918.